# You and I (canción de Queen)
You and I (Español: "Tú y yo") es una canción escrita por John Deacon, bajista de la banda de rock inglesa Queen y forma parte del disco A Day at the Races de 1976. Fue lanzada como «Lado B» del sencillo Tie Your Mother Down.
En la canción aparece John Deacon tocando la guitarra acústica acompañado por el piano de Freddie Mercury. Nunca fue interpretada en vivo.
- Datos: Q1466251